# Жак Мајол
Жак Мајол (фр. Jacques Mayol; Шангај, 1. април 1927 — Елба, 22. децембар 2001) је био носилац многих светских рекорда у роњењу на дах.
Жак Мајол, Француз по националности, рођен је у Шангају. Он је био први ронилац на дах који се спустио на 100 метара (23. новембар 1976), а успео је да се спусти и на 105 метара када му је било 57 година. Приликом научних истраживања, током своје каријере, Жак је покушао да одговори на питање да ли је било ко имао скривени водени потенцијал који би могао бити изазван ригорозним физиолошким и психолошким тренингом.
Филм Велико плаветнило, у режији Лика Бесона, из 1988. године, био је инспирисан његовом животном причом (и животном причом италијанског рониоца на дах Енца Молинариа).
22. децембра 2001. године, Жак Мајол је извршио самоубиство обесивши се у Елби у својој 74. години живота. Његов пепео је просут у Тиренском мору.